# Paco Viciana
Paco Viciana (Barcelona, 1964) és un compositor català de formació clàssica i professor de música.

## Biografia
El 1976 va començar la seva formació musical a través d'estudis i cursos en diferents institucions com el Conservatori Municipal de Música de Barcelona o el Conservatori Professional de Música de Badalona. També ha estudiat a l’Escola de Música de Barcelona, a l’Escola Zeleste de Barcelona, a l’Aula de Música Moderna i Jazz de Barcelona, i a l’Escola de Musicoteràpia de Vitòria-Gasteiz.
A partir del 1987 va combinar aquesta formació amb la impartició de classes, conferències i audicions a l'Escola de Música El Sol Fa  de Besalú (fundador i director), Escola de Música Moderna i Jazz de Banyoles, l'Escola d'Art d'Olot fins a l'any 1999.
Va ser el 2000 quan va col·laborar setmanalment durant tres temporades en el programa de Catalunya Ràdio "El pont de les formigues" conduït per Martí Gironell i Gamero.
Paral·lelament, ha actuat en nombrosos Festivals de Música, ha compost cançons per diverses obres de teatre (Quin jove més embalat d'Eugène Labiche) i també bandes sonores per cinema i televisió com a Whisky curt de J. M. Pérez, La vella llei de Joan Solana, la sèrie televisiva Dalí a la carta, etc.

## Fons
El fons de Paco Viciana es conserva a la Filmoteca de Catalunya i consta de tres CDs on predominen audiovisuals en MP4 amb la música de curtmetratges, reportatges i col·laboracions amb la televisió.